# Bajdyty
Bajdyty (deutsch Beyditten) ist ein Ort in der polnischen Woiwodschaft Ermland-Masuren. Er gehört zur Gmina Bartoszyce (Landgemeinde Bartenstein) im Powiat Bartoszycki (Kreis Bartenstein).

## Geographische Lage
Bajdyty liegt in der nördlichen Mitte der Woiwodschaft Ermland-Masuren, 34 Kilometer südöstlich der früheren und heute auf russischem Staatsgebiet gelegenen Kreisstadt Friedland (russisch Prawdinsk) bzw. 15 Kilometer südöstlich der heutigen Kreismetropole Bartoszyce (deutsch Bartenstein).

## Geschichte

### Ortsname
Der zuerst als Baydeyten genannte Ort hieß nach 1405 Bayditten, nach 1419 Beiditten, nach 1478 Hohendorffs Hof, vor 1595 Bayditten, nach 1595 Beithen, um 1785 Bethen und vor 1820 bis 1945 Beyditten.

### Ortsgeschichte
Bei dem ursprünglich Baydeyten genannten Ort handelte es sich um ein mit einem sehr großen Park ausgestattetes großes Gut und ein Waldhaus. Besitzer auf Beyditten waren ab 1700 Familie von Sydow und ab 1785 die Erbengemeinschaft von der Groeben.
Am 11. Juni 1874 wurde Beyditten Amtsdorf und damit namensgebend für einen Amtsbezirk im Kreis Friedland (1927 in „Kreis Bartenstein“ umbenannt) in der preußischen Provinz Ostpreußen. Der Amtsbezirk bestand bis 1930. Am 10. April 1901 wurde aus dem Gutsbezirk Beyditten das Vorwerk Bellienen (polnisch Bieliny) ausgegliedert und zu einem selbständigen Gutsbezirk erklärt.
Neue Eigentümer des Guts Beyditten wurden 1902 Familie Berend, von 1906 bis 1921 Familie Lubbert und von 1921 bis 1945 Emil Stock. Im Jahre 1910 zählte Beyditten 107 Einwohner.
Am 1. November 1928 schloss sich der Gutsbezirk Beyditten mit den Nachbarorten Bellienen (polnisch Bieliny), Groß Sonnenburg (Drawa) und Mäckelburgs (1938 bis 1945 Mäckelburg, polnisch Michałowo) zur neuen Landgemeinde Beyditten zusammen. Die Einwohnerzahl der auf diese Weise neu geformten Gemeinde belief sich 1933 auf 365 und 1939 auf 386.
Im Jahre 1945 umfasste das Gut Beyditten eine Größe von 492 Hektar, davon 240 Hektar Acker, 112,5 Hektar Weiden, 50 Hektar Lehmwiesen, 60 Hektar Wald, 15 Hektar Park, fünf Hektar Wasser und sieben Hektar Hofraum und Wege. Im gleichen Jahre fiel in Kriegsfolge das gesamte südliche Ostpreußen an Polen. Beyditten erhielt die polnische Namensform „Bajdyty“. Die kleine Siedlung (polnisch = „Osada“) ist heute in die Landgemeinde Bartoszyce (Bartenstein) im Powiat Bartoszycki (Kreis Bartenstein (Ostpr.)) eingegliedert, von 1975 bis 1998 der Woiwodschaft Olsztyn, seither der Woiwodschaft Ermland-Masuren zugehörig. Bajdyty kam im Jahre 2021 auf 44 Einwohner.

### Amtsbezirk Beyditten (1874–1930)
Zum Amtsbezirk Beyditten gehörten in der Zeit seines Bestehens sechs Kommunen:
| Deutscher Name                    | Polnischer Name | Anmerkungen                                           |
| --------------------------------- | --------------- | ----------------------------------------------------- |
| Beyditten                         | Bajdyty         | 1930 in den Amtsbezirk Groß Schwansfeld eingegliedert |
| Groß Sonnenburg                   | Drawa           | 1928 nach Beyditten eingegliedert                     |
| Mäckelburgs, 1938–1945 Mäckelburg | Michałowo       | 1928 nach Beyditten eingegliedert                     |
| Paßlack                           | Pasławki        | 1930 in den Amtsbezirk Rosenort umgegliedert          |
| Sporgeln                          | Spurgle         | 1928 nach Falkenau im Amtsbezirk Maxkeim umgegliedert |
| ab 1901: Bellienen                | Bieliny         | 1928 nach Beyditten eingegliedert                     |

Der Amtsbezirk Beyditten wurde 1930 aufgelöst. Der Ort Beyditten wurde in den Amtsbezirk Groß Schwansfeld (polnisch Łabędnik) umgegliedert.

## Religion
Christentum
Bis 1945 war Beyditten in die evangelische Dorfkirche Groß Schwansfeld (polnisch Łabędnik) in der Kirchenprovinz Ostpreußen der Kirche der Altpreußischen Union, außerdem in die römisch-katholische Kirche St. Bruno in Bartenstein im damaligen Bistum Ermland eingepfarrt.
Heute gehört Bajdyty zur katholischen Pfarrei Paluzy (Plausen) im jetzigen Erzbistum Ermland, außerdem zur evangelischen Kirchengemeinde der Stadt Bartoszyce, einer Filialgemeinde der Johanneskirche in Kętrzyn (Rastenburg) in der Diözese Masuren der Evangelisch-Augsburgischen Kirche in Polen.

## Verkehr
Bajdyty liegt zwischen zwei verkehrsreichen Straßen: der polnischen Woiwodschaftsstraße 592 (ehemalige deutsche Reichsstraße 135) und der Landesstraße 57 (frühere Reichsstraße 128). Über den Abzweig Łabędnik (Groß Schwansfeld) in Richtung Łędławki (Linglack) bzw. über den Abzweig Galiny (Gallingen) in Richtung Gromki (Grommels) ist der Ort zu erreichen.
Eine Anbindung an den Bahnverkehr besteht nicht.